# SEPTA 리저널 레일
SEPTA 리저널 레일(영어: SEPTA Regional Rail, 리포팅 마크 SEPA, SPAX)시스템은 펜실베이니아주 필라델피아와 그 교외 및 위성 도시로 연결되는 13개 노선의 통근 열차 서비스로 구성되어 있다. 대부분의 회선 서비스는 오전 5:30부터 자정까지 운영된다. SEPTA 리저널 레일은 미국에서 5번째로 혼잡한 통근 열차로, 뉴욕 및 시카고 대도시권 외부 지역에서 가장 많은 이용객을 보유하였다. 2016년에 리저널 레일은 일일 평균 132,000명의 승객이 이용하였다.
리저널 레일 시스템의 핵심은 "터널(tunnel)" 간선에 있는 3개의 센터 시티 역(각각 30th 스트리트 역, 지하의 서버반 역, 제퍼슨 역(구 마켓 이스트 역))으로 구성된 센터 시티 커뮤터 커넥션(Center City Commuter Connection)이다. 모든 열차는 이 센터 시티 역에서 정차한다.: 또한 대부분은 노스필라델피아의 템플 대학교 캠퍼스에 있는 탬플 대학교 역에서 정차한다. 운영은 SEPTA 철도 사업부에서 처리한다.
13개 노선 중, 7개는 원래 펜실베이니아 철도 (PRR, 이후 펜 센트럴)에 의해 소유 및 운영되었으며, 6개는 리딩 컴퍼니에서 운영했다. PRR 노선은 서버반 역에서, 리딩 노선은 리딩 터미널에서 시종착 하였다. 1984년 11월, 센터 시티 커뮤터 커넥션은 이 두 체계를 통합하여 두 터미널 역(리딩 터미널이 제퍼슨 역으로 대체됨)을 통과 역으로 전환 시켰다. 한 노선의 대부분 inbound 열차는 다른 노선의 outbound 열차로 계속 사용된다. (제한된 일부 또는 특급 열차와 신위드 선의 모든 열차는 서버반 역의 stub-end tracks 중 하나에서 종착한다.)

## 노선

SEPTA 리저널 레일 서비스의 도표

각 PRR 노선은 하나의 리딩 노선과 쌍을 이루어 R1에서 R8까지 번호가 매겨졌고 (R4는 제외) 한 경로 번호가 PRR 쪽과 리딩 쪽에 각각 두 노선씩 설정되어 있다. 이는 결과적으로 도움이되는 것보다 더 혼란스러운 것으로 간주되어, 2010년 7월 25일에 SEPTA는 R 번호와 색으로 구분 된 노선 지정자를 삭제하고 동일한 노선의 양측을 따라가는 열차가 적도록 배정 패턴을 변경했다.
구 펜실베이니아 철도 소속 노선
- 공항선(Airport Line): 필라델피아 국제 공항에서 종착.
- 체스넛 힐 웨스트 선(Chestnut Hill West Line): 필라델피아의 체스넛 힐 구역에서 종착.
- 신위드 선(Cynwyd Line): 신위드에서 종착, 평일에만 운영. 1986년까지 필라델피아 북서부 아이비 리지(Ivy Ridge)역까지 열차가 운행하였다.
- 미디어/엘윈 선(Media/Elwyn Line): 엘윈에서 종착. 1986년까지는 웨스트체스터까지 열차가 운행하였다. SEPTA는 2020년까지 엘윈에서 서쪽으로 약 3 마일 (5 km) 떨어져 있는 와와(Wawa)로 가는 서비스를 복원하는 중이다.[5]
- 파올리/손데일 선(Paoli/Thorndale Line): 말번과 손데일까에서 종착. 추가 러시아워 열차는 브린모어에서 종착.
- 트렌턴 선(Trenton Line): 트렌턴에서 종착. 이 노선은 암트랙의 노스이스트 코리더 노선과 공유하며, 트렌턴에서 뉴저지 트랜싯의 노스이스트 코리더 선으로 이어져 뉴욕으로 운행한다.
- 윌밍턴/뉴어크 선(Wilmington/Newark Line): 윌밍턴 (델라웨어주)에서 종착. 일부 평일 열차는 뉴어크로 이어진다. Delaware Department of Transportation (DelDOT)은 델라웨어 서비스에 보조금을 지급한다. 이 노선은 전적으로 암트랙의 노스이스트 코리더 노선과 공유한다.

구 리딩 컴퍼니 소속 노선
- 체스넛 힐 이스트 선(Chestnut Hill East Line): 필라델피아의 체스넛 힐 구역에서 종착.
- 폭스 체이스 선(Fox Chase Line): 필라델피아의 폭스 체이스 구역에서 종착. 1983년까지 펜실베이니아 주의 뉴타운까지 디젤 열차를 운행하였다.
- 랜스데일/도일스타운 선(Lansdale/Doylestown Line): 도일스타운에서 종착. 평일에는 일반 열차의 약 절반이 랜스데일에서 종착하고, 나머지는 도일스타운으로 계속 운행한다.
- 마나영크/노리스타운 선(Manayunk/Norristown Line): 노리스타운의 엘름 스트리트(Elm Street)에서 종착.
- 워민스터 선(Warminster Line): 워민스터에서 종착.
- 웨스트트렌턴 선(West Trenton Line): 유잉에 있는 웨스트 트렌턴 역에서 종착.

## 역
리저널 레일 시스템은 필라델피아 시내 51개, 몽고메리군 42개, 델라웨어군 29개, 벅스 군 16개, 체스터 군 10개, 펜실베이니아 외부 6개로, 총 154개의 역이 운영되고 있다. (2016년 기준), 2003년, 필라델피아에 탑승한 승객은 평일에는 61%의 이용률을 기록했으며, 3개의 센터 시티 역과 템플 대학교 역에서는 45%가 탑승했다.
| 시 및 군          | 역수 | 2003년 탑승 수 | 2001년 탑승 수 |
| 필라델피아        | 51   | 60 967         | 61 970         |
| 몽고메리군        | 42   | 17 228         | 18 334         |
| 델라웨어군        | 29   | 8 310          | 8 745          |
| 벅스 군           | 16   | 5 332          | 5 845          |
| 체스터 군         | 10   | 5 154          | 5 079          |
| 펜실베이니아 외부 | 6    | 2 860          | 3 423          |
| 합계              | 154  | 99 851         | 103 396        |

## 철도 차량
SEPTA는 제너럴 일렉트릴과 현대로템 "실버라이너(Silverliner)" 전기 동력분산식 열차(EMU) 차량을 섞어서 리저널 레일 전 노선에 걸쳐 운용하고 있다. SEPTA는 또한 푸시-풀 장비(push-pull equipment): 봄바디어와 풀먼 스탠다드에 의해 제작된 객차, 암트랙 및 뉴저지 트랜싯(NJT)에서 사용되는 전기 기관차와 유사한 AEM-7 또는 ALP-44 (이후 ACS-64) 전기 기관차에 의해 운송된다. 푸시-풀 장비는 주로 EMU 장비보다 느리게 가속되기 때문에 혼잡 고속 서비스에 주로 사용되고, 가까운 간격의 역을 오가거나, 정차 및 시동이 빈번한 완행 열차 서비스에 적합하지 않다.
2012년 기준으로, 모든 차량에는 노스이스트 & 키스톤 코리더에서의 작업을 위해 암트랙에서 요구하는대로, 역을 통해 "회송(deadheading)" 할 때 적색-파란색 조합의 SEPTA 창 로고와, 교차점에서 "배수로 조명(ditch lights)"를 점멸하고 있다. SEPTA의 철도 리포팅 마크인 SEPA는 외부 표시에선 거의 보기 힘드나, 영리 작업 장비의 공식 표시이다. SPAX는 박스카, 디젤 기관차 및 기타 차량과 같은 비영리 작업 장비에서 볼 수 있다.
"실버라이너" 객차는, 필라델피아에서 제작되고 1958년 PRR에서 처음 사용되었으며, GG1 견인 열차를 대체할 도시 간 EMU의 시제품인 "Pioneer III"로서 사용되었고, 1963년 SEPTA에서 "Silverliner II" 유닛으로 구입했다. 1967년에 PRR은 세인트루이스 제작의 "Silverliner III" 차량을 인도받았는데, 이 차량에는 왼쪽 사이드 컨트롤 (철도 차량에는 대체로 오른쪽 사이드 컨트롤이 있음)과 수세식 화장실(flush toilets, 이후 제거됨)이 있으며, 주로 해리스버그~필라델피아 간을 운행했다. Silverliner II & III 차량은 PRR MP85 등급으로 지정되었다. 일부 "Silverliner III" 차량은 공항선 전용으로 개조되었다.; 이 차량은 특별한 수화물 선반을 특색으로 오래된 수납장, 노란색 창 페인팅, 필라델피아 국제공항의 "PHL" 로고가 있다. 현재 차량의 대부분을 차지하는 "Silverliner IV" 객차는 이리의 제너럴 일렉트릭이 Avco와 Canadian Vickers의 carshells로 만든것이다.; 이들은 1973~76년에 콘레일이 결성되기전에 납품받았다.
1990년, 리딩 시대의  "블루라이너(Blueliner)"와 PRR 시대의 Pioneer III/Silverliner I 객차가 퇴역하였다. 2002년 SEPTA는 "Silverliner II"와 "Silverliner III"를 대체할 104대의 새로운 "Silverliner V" 차량을 제작하기로 발표했다. SEPTA는 2012년 6월 "Silverliner II"및 "Silverliner III"차량을 퇴역시키고 "Silverliner V"모델로 교체했다. 총 120대의 새로운 "Silverliner V"차량이 건설되었으며, 2010년 10월 29일에 처음 3개의 서비스가 시작되었다. 전체 120대 차량의 비용은 2억 7400만 달러이며, 대한민국의 현대로템이 사우스필라델피아에 위치한 시설에서 제작하였다. 차량은 더 넓은 좌석과, 센터 시티의 고상 승강장에 쉽게 탑승할 수 있도록 center-opening 도어로 제작되었다. 2013년 3월에 120대의 차량이 모두 인도되어 운행중이다. 2016년 7월 2일, SEPTA는 "심각한 구조적 결함(serious structural defect.)"으로 인해 120대의 "Silverliner V" 차량이 서비스에서 제외 될 것이라고 발표했다. 당시, "Silverliner V" 차량은 SEPTA 리저널 레일 차량의 1/3을 차지했다.
모든 실버라이너 모델은 폐차된 "Pioneer III" (Silverliner I)와 서로 호환된다. (스트라스버그에 위치한 펜실베이니아 철도 박물관의 전시실에 한 대가 남아 보존되어 있다.)
SEPTA는 또한 1974년에 GE에서 제작한 두 대의 "Arrow II" EMU 차량을 보유하고 있으며, 뉴저지 트랜싯이 뉴욕과 호보컨 터미널을 오가는 전철 서비스(구 NJT 1236 및 1237)로 운행했다. "Arrow II" 차량은 "Silverliner IV" 차량과 거의 동일하지만, 차에 특유의 "hump"동적 제동(dynamic brake) 장치가 빠져있고, 실버라이너에 사용된 "T"형 팬터그래프 대신 "다이아몬드(diamond)"형 팬터그래프가 있다. "Arrow II"는 열차 검사 및 낙엽 제거와 같은 작업용 열차의 일부로 사용된다.
전체 시스템은 12,000 V / 25 Hz의 가공전차선 방식을 사용하며, 이는 1915년~1938년 사이에 PRR과 리딩 철도에 의해 세워진 것이다. 현재의 모든 SEPTA 장비는 기존의 PRR(암트랙 제공)과 리딩(SEPTA 제공) 측의 전원 공급 장치 시스템과 호환된다. 제퍼슨 역과 템플 대학교 역 사이의 센터 시티 커뮤터 터널의 북쪽 입구에 "phase break"가 있다.
2014년 말과 2015년 초에 SEPTA는 "미래를 위한 재건(Rebuilding for the Future)"란 캠페인을 실시하면서, 노후화된 철도 차량 및 노선을, 양방향 차량 및 향상된 신호 체계를 포함하여 새롭고 현대화된 장비인 ACS-64를 도입하기로 발표했다.
SEPTA의 철도 차량은 아래와 같다.:

### 전기 동차
| 도입      | 제조 | 모델                         | 번호                                                                    | 총 수량           | Hp         | 자체 중량 (Ton/t) | 좌석 | 참고 |
| --------- | ---- | ---------------------------- | ----------------------------------------------------------------------- | ----------------- | ---------- | ----------------- | ---- | --- |
| 1973~76년 | GE   | 실버라이너 IV Silverliner IV | 101–188, 306–399, 417–460(married pairs) 276–305, 400–416 (single cars) | 231 of 232 active | 알 수 없음 | 62.5/56.8         | 125  | 101–188호대는 구 리딩. 306–399호대는 구 펜 센트럴(Penn Central). 400호대는 PCB 변압기가 실리콘 변압기로 교체 될 때 낮은 호대 또는 리딩 철도(Reading Railroad) 차량 9018–9031호에서 번호가 다시 매겨지는 차량이다.                                                    |
| 2010~13년 | 로템 | 실버라이너 V Silverliner V   | 701–738 (single cars) 801–882 (married pairs)                           | 120 of 120 active |            | 62.5/56.8         | 110  | 70여대의 노후화된 차량을 대체하고, 용량이 추가된 형태. 2010년 10월 29일에 처음 3대의 차량이 영업에 사용되기 시작, 2013년 3월 21일에 입고가 완료되었다. 2016년 7월 일부 기기의 균열로 인해 모든 기기가 일시적으로 운행을 중단하고, 2016년 9월에 다시 운행을 재개했다. |

### 푸시풀(Push-pull) 방식 객차
| 도입   | 제조          | 모델           | 번호                                 | 총 수량                 | 자체 중량 (Ton/t) | 좌석                       | 참고 |
| ------ | ------------- | -------------- | ------------------------------------ | ----------------------- | ----------------- | -------------------------- | --- |
| 1970년 | 풀먼 스탠다드 | Comet I        | 2460–2461(동력) 2590–2595 (trailers) | 2 cabs, 6 coaches       | 50/45.4           | 118 (cab car) 131 (무동력) | 원래 Erie Lackawanna 통근 열차에 투입된 차량으로 NJDOT 용으로 제작되었다. 추가 좌석을 위해 2008년 NJ 트랜싯에서 구입, 2013년 8월 현재 차고에 보관되었다. |
| 1987년 | 봄바디어      | SEPTA I        | 2401–2410 (동력) 2501–2525 (무동력)  | 10 cab cars 25 trailers | 50/45.4           | 118 (동력) 131 (무동력)    | |
| 1999년 | 봄바디어      | SEPTA II       | 2550–2559                            | 10 trailers             | 50/45.4           | 117                        | 이 차량은 중앙 도어가 있다. |
| 2019   | 중국중차      | TBD (2층 열차) | TBD                                  | 45                      | TBD               | 130                        | 2017년 3월에 10대를 추가로 주문하였다. |

SEPTA의 "미래를 위한 재건(Rebuilding for the Future)" 웹페이지에 따르면, 기관은 봄바디어 차량의 퇴역후 push-pull 기관차에 2층 객차의 도입을 모색중이다.

### 기관차
| 도입   | 제조   | 모델   | 번호      | 총 수량 | Hp    | 자체 중량 (Ton/t) | 참고                                                              |
| ------ | ------ | ------ | --------- | ------- | ----- | ----------------- | ----------------------------------------------------------------- |
| 1987년 | EMD    | AEM-7  | 2301–2307 | 7       | 7,000 | 101/91.9          | *ACS-64로 대체 예정.                                              |
| 1995년 | ABB    | ALP-44 | 2308      | 1       | 7,000 | 99.2/90.2         | N-5 차량의 늦은 도입에 대한 합의로 도입. 이후 ACS-64로 대체 예정. |
| 2018년 | 지멘스 | ACS-64 | TBD       | 13      | 8,600 | 107.5/97.6        | AEM-7 및 ALP-44 기관차에서 대체 예정.                             |

## 전철화
SEPTA가 사용하는 모든 노선은 25kHz의 주파수로 12,000V의 교류 전류를 공급하는 가공전차선을 통해 전력을 공급받는다. 구 PRR 측의 시스템은 암트랙이 소유 및 운영하며, 노스이스트 코리더의 전철화 구간 중 일부에 속해있다. 구 리딩 측의 전철화 구간은 SEPTA가 운영하고 있다. 암트랙 시스템은 구 PRR에 의해 1915년에서 1938년 사이에 지어졌다. SEPTA 소유의 시스템은 구 리딩에 의해 1931년부터 지어졌다.

## 차량 기지 및 유지 보수 시설
SEPTA는 리저널 레일 열차의 보관 및 유지 관리를 위한 4개의 주요 기지 및 시설을 갖추고 있다.
- 프레이저 야드(Frazer Yard): 프레이저에 소재, 파올리/손데일 선을 통해 위치;  push-pull train 담당
- 오버브룩 정비 시설(Overbrook Maintenance Facility): 파올리/손데일 선의 오버브룩 역 인근.; EMUs 담당
- 포울턴 야드(Powelton Yard): 30th 스트리트 역 인근
- 로버츠 야드(Roberts Yard): Wayne Junction 인근

## 같이 보기
- SEPTA

## 참고 문헌
- Heller, Gregory L.; Garvin, Alexander (2013). 《Ed Bacon: Planning, Politics, and the Building of Modern Philadelphia》. University of Pennsylvania Press. ISBN 978-0-8122-0784-2.
- Treese, Lorett (2012). 《Railroads of Pennsylvania》 2판. Mechanicsburg, PA: Stackpole Books. ISBN 978-0-81-170011-5.
- Vuchic, Vukan; Kikuchi, Shinya (1984). 《General Operations Plan for the SEPTA Regional  High Speed System》. Philadelphia: SEPTA.
- Vuchic, Vukan; Kikuchi, Shinya (1985). “Planning an Integrated Regional Rail Network: Philadelphia Case”. 《Transportation Research Record》 (1036).